# Edward D. Hoch
Pour les articles homonymes, voir Hoch.
Edward Dentinger Hoch, né le 22 février 1930 à Rochester dans l'État de New York et mort dans la même ville le 17 janvier 2008, est un scénariste, romancier et surtout un nouvelliste américain de littérature policière.  Il est l'auteur de plus de 950 nouvelles.

## Biographie
Né dans une famille catholique, Edward D. Hoch (prononcer hoke, comme dans smoke) fait ses études à l'Université de Rochester et est un employé de la bibliothèque de la ville de 1947 à 1949.  Il sert dans la US Army entre 1950 et 1952, puis il travaille à New York chez Pocket Books pendant deux ans avant de se lancer dans la publicité.
Il amorce la publication de ses premières nouvelles dans des pulp magazines à la fin des années 1950. Presque toutes sont des récits d'enquêtes policières, tout particulièrement des énigmes de chambre close, dont il est considéré comme l'un des grands spécialistes, notamment grâce à la soixantaine de nouvelles, toutes publiées dans le Ellery Queen's Mystery Magazine, consacrées aux enquêtes du Dr Hawthorne, « une sorte de détective de l'étrange, au même titre que son premier héros, Simon Ark ». Edward Hoch donnent aussi naissance à d'autres héros récurrents, dont le Capitaine Leopold, chef de la brigade des homicides de Rochester, Ben Snow, un homme de l'Ouest qui mène ses investigations dans un décor de western, ou encore le malfaiteur Nick Velvet qui apparaît dans 79 nouvelles policières humoristiques.
Parmi les auteurs dont Edward D. Hoch s'est inspiré et auxquels il voue une grand admiration, on compte John Dickson Carr, le grand maître des énigmes en chambre close, Jorge Luis Borges, le nouvelliste argentin de récits fantastiques et policiers à consonances métaphysiques, Graham Greene, le romancier britannique catholique qui a maintes fois touché au roman policier et Ellery Queen, le pseudonyme du duo américain qui a produit une importante série de récits criminels entre 1929 et 1971 et sous lequel Hoch a lui-même publié. En outre, dans un « style sobre et sans complaisance, hérité de John le Carré, Hoch raconte les aventures de Jeffrey Rand » dans plus de 80 nouvelles d'espionnage.
Une douzaine de ses textes ont été adaptés à la télévision, servant notamment de base à trois épisodes de la série McMillan, avec Rock Hudson et Susan Saint James (Saison 2, épisode 3 ; saison 3, épisodes 3 et 4).
En 2001, le Mystery Writers of America lui décerne l'Edgar du Grand Maître (Grand Master Award) pour l'ensemble de son œuvre, une première dans le cas d'un auteur plus nouvelliste que romancier.
Il meurt d'une crise cardiaque le 17 janvier 2008 dans sa résidence de Rochester, à 77 ans.

## Œuvre

### Romans

#### Romans policiers
- The Shattered Raven (1969) Publié en français sous le titre Au quatrième top de minuit, Paris, Librairie des Champs-Élysées, coll. « Le Masque » no 1323, 1974 ; réédition, Paris, Librairie des Champs-Élysées, coll. « Club des Masques » no 428, 1981  (ISBN 2-7024-1106-1)
- The Blue Movie Murders (1972) - signé Ellery Queen

#### Romans de science-fiction policiers
- The Transvection Machine (1971)
- The Fellowship of the HAND (1972)
- The Frankenstein Factory (1975)

### Recueils de nouvelles
- City of Brass (1971)
- The Judges of Hades (1971)
- The Spy and the Thief (1971)
- Dear Dead Days (1972)
- The Thefts of Nick Velvet (1978)
- All But Impossible! (1981)
- The Quests of Simon Ark (1984)
- Leopold's Way (1985)
- Murder Most Sacred: Great Catholic Tales of Mystery and Suspense (1989)
- The Spy Who Read Latin (1990)
- The Night My Friend (1992)
- Diagnosis: Impossible (1996) Publié en français sous le titre Les Chambres closes du Dr. Hawthorne, Paris, Rivages, coll. « Rivages/Mystère. Grand format », 1997  (ISBN 2-7436-0174-4) ; réédition, Paris, Payot & Rivages, coll. « Rivages/Mystère » no 34, 1999  (ISBN 2-7436-0552-9) ; réédition, Paris, Payot & Rivages, coll. « Rivages/Noir » no 902, 2013  (ISBN 978-2-7436-2469-9)
- The Ripper of Storyville (1997) - en collaboration avec Marvin Lachman
- Twelve American Detective Stories (1997)
- The Velvet Touch (2000)
- The Old Spies Club (2001)
- The Night People (2001)
- The Iron Angel (2003
- More Things Impossible (2006)
- The Sherlock Holmes Stories of Edward D. Hoch (2008)

### Anthologies annuelles de nouvelles
- Best Detective Stories of the Year (1976 - 1981)
- The Year's Best Mystery and Suspense Stories (1982 - 1995)

### Nouvelles

#### SérieSimon Ark
- Village of the Dead (1955)
- The Hoofs of Satan (1956)
- The Witch Is Dead (1956)
- The Man from Nowhere (1956)
- The Vicar of Hell (1956) Publié en français sous le titre Le Prêtre de l'enfer, Paris, Fayard, Le Saint détective magazine no 95, janvier 1963
- The Wolves of Werclaw (1956)
- Blood in the Stands (1957)
- The Judges of Hades (1957)
- Serpent in Paradise (1957)
- Twelve for Eternity (1957)
- The Hour of None (1957)
- Desert of Sin (1958)
- The Dragon Murders (1958)
- Street of Screams (1959)
- The Case of the Sexy Smugglers (1959)
- The Case of the Naked Niece (1959)
- City of Brass (1959)
- Sword for a Sinner (1959)
- The Case of the Vanished Virgin (1959)
- The Case of the Ragged Rapist (1960)
- Flame at Twilight (1960)
- The Case of the Mystic Mistress (1960)
- The Clouded Venus (1960)
- Lovely Lady of Lust! (1962)
- Day of the Wizard (1963) Publié en français sous le titre Le Défi du sorcier, Paris, Fayard, Le Saint détective magazine no 106, décembre 1963
- The Lost Pilgrim (1972)
- The Treasure of Jack the Ripper (1978) Publié en français sous le titre Le Trésor de Jack l'Éventreur, Paris, Polar/Rivages no 20, septembre 1998
- The Mummy from the Sea (1979)
- The Man Who Shot the Werewolf (1979)
- The Avenger from Outer Space (1979)
- The Weapon Out of the Past (1980)
- The Sorceress of the Sea (1980)
- The Vultures of Malabar (1980)
- The Dying Marabout (1981)
- The Unicorn’s Daughter (1982) Publié en français sous le titre La Fille de la licorne, dans le recueil Livres rouges, Paris, Julliard, coll. « La Bibliothèque criminelle », 1991
- The House of a Hundred Birds (1982)
- The Witch of Park Avenue (1982)
- The Town Where No One Stayed Over (1997)
- Master of Miracles (1999)
- The Scaring Bell (2001)
- The Faraway Quilters (2003)
- Tram to Tomorrow (2004)
- The Gravesend Trumpet (2005)
- The Christmas Egg (2006)
- The Automaton Museum (2008)

#### SérieBen Snow
- The Valley of Arrows (1961) Publié en français sous le titre La Vallée aux flèches, Paris, Fayard, Le Saint détective magazine no 76, juin 1961
- Frontier Street (1961) Publié en français sous le titre Frontier Street, Paris, Fayard, Le Saint détective magazine no 78, août 1961
- Ghost Town (1961) Publié en français sous le titre Une ville hantée, Paris, Fayard, Le Saint détective magazine no 82, décembre 1961
- The Flying Man (1961) Publié en français sous le titre L'Homme-Oiseau, Paris, Fayard, Le Saint détective magazine no 85, mars 1962
- The Man in the Alley (1962) Publié en français sous le titre L'Homme de la ruelle, Paris, Fayard, Le Saint détective magazine no 89, juillet 1962
- The Ripper of Storyville (1962) Publié en français sous le titre Meurtre à Storyville, Paris, Fayard, Le Saint détective magazine no 96, février 1963
- Snow in Yucatan (1965) Publié en français sous le titre De la neige au Yucatan, Paris, Fayard, Le Saint détective magazine no 127, septembre 1965
- The Vanished Steamboat (1984)
- Brothers on the Beach (1984)
- The 500 Hours of Dr. Wisdom (1984)
- The Trail of the Bells (1985)
- The Phantom Stallion (1985)
- The Sacramento Waxworks (1986)
- The Only Tree in Tasco (1986)
- Poker Game at the Golden Nugget (1987)
- The Hearse with a Heart of Gold (1987)
- The Nude Over the Bar (1988)
- The Victorian Hangman (1988)
- Sacajawea’s Gold (1989)
- The Circus Murders (1989)
- The Trial of Ben Snow (1990) Publié en français sous le titre Le Procès de Ben Snow, dans le recueil Histoires de sang et de sous, LGF, coll. « Le Livre de poche » no 7360, 1992
- The Pirate of Death Valley (1990)
- The Edge of the Year 1900 (1991)
- The Headless Horseman of Buffalo Creek (1991)
- Five Days in a Texas Town (1992)
- The Trail of the Golden Cross (1992)
- The Geronimo Option (1993)
- The Passion of Lizzie B. (1993)
- An Early Morning Madness (1994)
- Horse Thief Haven (1994)
- The Granite God (1995)
- Banner in Blood (1996)
- Dagger Money (1997)
- Suddenly, with Fangs (1997)
- The Bullet from Beyond (1998)
- The Daughters of Crooked River (1999)
- The San Agustin Miracle (2001)
- Gunfighter’s Honeymoon (2002)
- The Mountain of Jade (2003)
- Once Aboard the Eagle (2005)
- The Pueblo Tomb (2006)
- The Sugar Train (2006)
- Madam Sing’s Gold (2008)

#### SérieCapitaine Leopold
- Death in the Harbor (1962) Publié en français sous le titre Le Fantôme du port, Paris, Opta, Mystère magazine no 189, octobre 1963
- The Clever Mr. Carton (1965) Publié en français sous le titre L'Habile Mr. Carton, Paris, Opta, Mystère magazine no 219, avril 1966
- The House by the Ferris (1966) Publié en français sous le titre La Maison près de la grande roue, Paris, Fayard, Le Saint détective magazine no 145, mars 1967
- The Oblong Room (1967), aussi parue sous le titre Death in the Oblong Room Publié en français sous le titre La Chambre oblongue, dans le recueil Histoires sidérantes, Paris, Pocket no 1821, 1982
- The Vanishing of Velma (1969)
- The Murder Parade (1969)
- The Rainy-Day Bandit (1970) Publié en français sous le titre Le Bandit de la pluie, Paris, Opta, Mystère magazine no 280, juin 1971
- The Athanasia League (1970) Publié en français sous le titre Le Club athanasien, Paris, Opta, Alfred Hitchcock magazine no 119, avril 1971
- Christmas Is for Cops (1970) Publié en français sous le titre Joyeux Noël pour la police, Paris, Opta, Mystère magazine no 286, décembre 1971 ; réédition dans le recueil Noël rouges, Paris, Julliard, 1989
- End of the Day (1971) Publié en français sous le titre Fin de journée, Paris, Opta, Mystère magazine no 336, février 1976
- The Jersey Devil (1971) Publié en français sous le titre Le Diable de Jersey, Paris, Opta, Alfred Hitchcock magazine no 130, mars 1972 ; réédition dans le recueil Histoires à faire froid dans le dos, Paris, Pocket no 2115, 1983
- The Leopold Locked Room (1971) Publié en français sous le titre Dans la chambre close, dans le recueil Petits crimes impossibles, Paris, Éditions du Masque, 2002
- Captain Leopold Does his Job (1971) Publié en français sous le titre Le Capitaine fait son travail, Paris, Opta, Mystère magazine no 319, septembre 1974
- A Melee of Diamonds (1972) Publié en français sous le titre Diamants volent !, dans le recueil Histoires à lire avec précaution, Paris, Pocket no 2112, 1983
- Leopold at Rest (1972) Publié en français sous le titre La Bonne Hôtesse, Paris, Opta, Alfred Hitchcock magazine no 152, janvier 1974
- Bullets for Two (1972)
- Leopold on Edge (1973)
- Captain Leopold Gets Angry (1973)
- Captain Leopold Saves a Life (1973)
- Captain Leopold Plays a Hunch (1973)
- Captain Leopold Swings a Bat (1973) Publié en français sous le titre Le Capitaine Leopold balance une batte, Paris, Opta, Mystère magazine no 320, octobre 1974
- Captain Leopold and the Ghost-Killer (1974) Publié en français sous le titre Le Capitaine Leopold et le Tueur fantôme, Paris, Polar/Rivages no 20, septembre 1998
- Captain Leopold Finds a Tiger (1974)
- Captain Leopold Drops a Bomb (1975)
- Captain Leopold Goes Home (1975)
- Captain Leopold and the Arrow Murders (1975)
- No Crime for Captain Leopold (1975)
- Captain Leopold Tries Again (1976)
- The Murder of Captain Leopold (1976)
- Captain Leopold and the Impossible Murder (1976) Publié en français sous le titre En voiture, dans le recueil Vingt défis à l'impossible, Nantes, L'Atalante, coll. « Insomniaques et Ferroviaires », 2002
- No Holiday for Captain Leopold (1977)
- Captain Leopold Looks for the Cause (1977)
- Captain Leopold Incognito (1978)
- The Nameless Crime (1978)
- Captain Leopold and the Three Hostages (1978)
- Captain Leopold on the Spot (1979)
- Captain Leopold and the Murderer’s Son (1979) Publié en français sous le titre Le Capitaine Leopold et le Fils du meurtrier, Paris, LGF, Alfred Hitchcock magazine, 2e série, no 10, juin 1989
- Captain Leopold and the Vanishing Men (1979)
- The Most Dangerous Man Alive (1980) Publié en français sous le titre L'Homme le plus dangereux du monde, dans le recueil Mystères 87. Les Dernières Nouvelles du crime, Paris, LGF, coll. « Le Livre de poche » no 6365, 1987
- Captain Leopold Goes to the Dogs (1980)
- Captain Leopold’s Gamble (1980) Publié en français sous le titre Coup de poker, dans le recueil Histoires de gros bras et de pieds plats, Paris, LGF, coll. « Le Livre de poche » no 14072, 1996
- Captain Leopold and the Silver Foxes (1981)
- Captain Leopold Goes Fishing (1981)
- The Second Captain Leopold (1983)
- Captain Leopold Beats the Machine (1983)
- Suddenly in September (1983)
- Finding Joe Finch (1984)
- Captain Leopold and the Mystery Woman (1984)
- Leopold in New York (1985)
- Captain Leopold’s Secret (1985)
- Captain Leopold Views a Crime Scene (1986)
- Leopold and the Thunderer (1986)
- Leopold and the Four O’Clock Felon (1987)
- Leopold and the Broken Bride (1987)
- The Murder in Room 1010 (1987)
- Leopold and the Cemetery Bandits (1988) Publié en français sous le titre Léopold et les Bandits du cimetière, dans le recueil Histoires d'agresseurs, Paris, Pocket, no 3223, 1989
- The Crime Made in Heaven (1988)
- The Killer Everyone Knew (1989)
- The Urgent Message (1989)
- Captain Leopold’s Birthday (1990)
- Too Many Murderers (1990)
- The Theft of Leopold’s Badge (1991), Nick Velvet fait une apparition dans cette nouvelle Publié en français sous le titre Le Vol du badge de Leopold, Paris, LGF, Alfred Hitchcock magazine, 2e série, no 34, 1992 ; réédition dans le recueil L'Hôte d'un soir, Paris, Librairie des Champs-Élysées, coll. « Club des masques » no 1021, 1995
- The Retired Magician (1991)
- Puzzle in a Smoke-Filled Room (1991)
- Leopold’s Class (1992)
- The Summer of Our Discontent (1992)
- Leopold at Rest (1993), nouvelle différente de celle du même titre parue en 1972
- Leopold’s Guns (1993)
- The Essex Park Cowboys (1994)
- Loaves and Fishes (1995)
- Leopold Lends a Hand (1995)
- A New Life (1996)
- Leopold’s Aim (1997)
- The Mystery That Wouldn’t Stay Solved (1997)
- The Man Who Drowned in Champagne (1998)
- The Christmas Tree Killer (1999)
- The Phantom Lover (1999)
- The Emerald Expert (2000)
- Leopold at Bouchercon (2001)
- Leopold Kidnapped (2003)
- Leopold in the Vineyard (2004)
- Leopold in the Lab (2006)
- Leopold Undercover (2007)

#### SérieDocteur Sam Hawthorne
- The Problem of the Covered Bridge (1974) Publié en français sous le titre L'Énigme du pont couvert, dans le recueil 20 mystères de chambres closes, Paris, Terrain Vague/Losfeld, coll. « Bibliothèque de l'insolite », 1988 ; réédition dans le recueil Mystères à huis clos, Paris, Éditions Omnibus, 2007
- The Problem of the Old Gristmill (1975)
- The Problem of the Lobster Shack (1975)
- The Problem of the Haunted Bandstand (1976)
- The Problem of the Locked Caboose (1976) Publié en français sous le titre L'Énigme du fourgon, dans le recueil Les Détectives de l'impossible, Paris, Terrain Vague/Losfeld, coll. « Bibliothèque de l'insolite », 1991
- The Problem of the Little Red Schoolhouse (1976)
- The Problem of the Christmas Steeple (1977)
- The Problem of Cell 16 (1977) Publié en français sous le titre Le Problème de la cellule 16, dans le recueil Les Détectives de l'impossible, Paris, Terrain Vague/Losfeld, coll. « Bibliothèque de l'insolite », 1991
- The Problem of the Country Inn (1977)
- The Problem of the Voting Booth (1977)
- The Problem of the County Fair (1978)
- The Problem of the Old Oak Tree (1978) Publié en français sous le titre Le Chêne hanté, dans le recueil Les Détectives de l'impossible, Paris, Terrain vague/Losfeld, coll. « Bibliothèque de l'insolite », 1991
- The Problem of the Revival Tent (1978)
- The Problem of the Whispering House (1979)
- The Problem of the Boston Common (1979)
- The Problem of the General Store (1979)
- The Problem of the Courthouse Gargoyle (1980) Publié en français sous le titre Le Secret de la gargouille, dans le recueil Les Chambres closes du Dr. Hawthorne, Paris, Rivages/Mystère (grand format), 1997 ; réédition, Paris, Rivages/Mystère no 34, 1999 ; réédition, Paris, Rivages/Noir no 902, 2013
- The Problem of the Pilgrims Windmill (1980) Publié en français sous le titre Le Diable dans le moulin, dans le recueil Les Chambres closes du Dr. Hawthorne, Paris, Rivages/Mystère (grand format), 1997 ; réédition, Paris, Rivages/Mystère no 34, 1999 ; réédition, Paris, Rivages/Noir no 902, 2013
- The Problem of the Gingerbread Houseboat (1981) Publié en français sous le titre La Nouvelle "Mary Celeste", dans le recueil Les Chambres closes du Dr. Hawthorne, Paris, Rivages/Mystère (grand format), 1997 ; réédition, Paris, Rivages/Mystère no 34, 1999 ; réédition, Paris, Rivages/Noir no 902, 2013
- The Problem of the Pink Post Office (1981) Publié en français sous le titre Le Mystère du bureau de poste, dans le recueil Les Chambres closes du Dr. Hawthorne, Paris, Rivages/Mystère (grand format), 1997 ; réédition, Paris, Rivages/Mystère no 34, 1999 ; réédition, Paris, Rivages/Noir no 902, 2013
- The Problem of the Octagon Room (1981) Publié en français sous le titre Le Problème de la chambre octogonale, dans le recueil Les Chambres closes du Dr. Hawthorne, Paris, Rivages/Mystère (grand format), 1997 ; réédition, Paris, Rivages/Mystère no 34, 1999 ; réédition, Paris, Rivages/Noir no 902, 2013
- The Problem of the Gypsy Camp (1982) Publié en français sous le titre La Malédiction des bohémiens, dans le recueil Les Chambres closes du Dr. Hawthorne, Paris, Rivages/Mystère (grand format), 1997 ; réédition, Paris, Rivages/Mystère no 34, 1999 ; réédition, Paris, Rivages/Noir no 902, 2013
- The Problem of the Bootlegger’s Car (1982) Publié en français sous le titre Prisonnier des bootleggers, dans le recueil Les Chambres closes du Dr. Hawthorne, Paris, Rivages/Mystère (grand format), 1997 ; réédition, Paris, Rivages/Mystère no 34, 1999 ; réédition, Paris, Rivages/Noir no 902, 2013
- The Problem of the Tin Goose (1982) Publié en français sous le titre L'Envol de l'oiseau d'argent, dans le recueil Les Chambres closes du Dr. Hawthorne, Paris, Rivages/Mystère (grand format), 1997 ; réédition, Paris, Rivages/Mystère no 34, 1999 ; réédition, Paris, Rivages/Noir no 902, 2013
- The Problem of the Hunting Lodge (1983) Publié en français sous le titre L'Énigme du pavillon de chasse, dans le recueil Les Chambres closes du Dr. Hawthorne, Paris, Rivages/Mystère (grand format), 1997 ; réédition, Paris, Rivages/Mystère no 34, 1999 ; réédition, Paris, Rivages/Noir no 902, 2013
- The Problem of the Body in the Haystack (1983)
- The Problem of Santa’s Lighthouse (1983) Publié en français sous le titre Le Phare du Père Noël, dans le recueil Les Chambres closes du Dr. Hawthorne, Paris, Rivages/Mystère (grand format), 1997 ; réédition, Paris, Rivages/Mystère no 34, 1999 ; réédition, Paris, Rivages/Noir no 902, 2013
- The Problem of the Graveyard Picnic (1984) Publié en français sous le titre L'Étrange Suicidée, dans le recueil Les Chambres closes du Dr. Hawthorne, Paris, Rivages/Mystère (grand format), 1997 ; réédition, Paris, Rivages/Mystère no 34, 1999 ; réédition, Paris, Rivages/Noir no 902, 2013
- The Problem of the Crying Room (1984) Publié en français sous le titre Crime posthume, dans le recueil Les Chambres closes du Dr. Hawthorne, Paris, Rivages/Mystère (grand format), 1997 ; réédition, Paris, Rivages/Mystère no 34, 1999 ; réédition, Paris, Rivages/Noir no 902, 2013
- The Problem of the Fatal Fireworks (1985)
- The Problem of the Unfinished Painting (1986)
- The Problem of the Sealed Bottle (1986)
- The Problem of the Invisible Acrobat (1986)
- The Problem of the Curing Barn (1987)
- The Problem of the Snowbound Cabin (1987) Publié en français sous le titre Meurtre dans la neige, dans le recueil Les Chambres closes du Dr. Hawthorne, Paris, Rivages/Mystère (grand format), 1997 ; réédition, Paris, Rivages/Mystère no 34, 1999 ; réédition, Paris, Rivages/Noir no 902, 2013
- The Problem of the Thunder Room (1988)
- The Problem of the Black Roadster (1988)
- The Problem of the Two Birthmarks (1989) Publié en français sous le titre L'Assassinat de la marionnette, dans le recueil Les Chambres closes du Dr. Hawthorne, Paris, Rivages/Mystère (grand format), 1997 ; réédition, Paris, Rivages/Mystère no 34, 1999 ; réédition, Paris, Rivages/Noir no 902, 2013
- The Problem of the Dying Patient (1989)
- The Problem of the Protected Farmhouse (1990) Publié en français sous le titre Le Problème de la ferme-forteresse, dans le recueil Les Chambres closes du Dr. Hawthorne, Paris, Rivages/Mystère (grand format), 1997 ; réédition, Paris, Rivages/Mystère no 34, 1999 ; réédition, Paris, Rivages/Noir no 902, 2013
- The Problem of the Haunted Tepee (1990), Ben Snow fait une apparition dans cette nouvelle
- The Problem of the Blue Bicycle (1991) Publié en français sous le titre L'Énigme de la bicyclette bleue, dans le recueil Petits crimes impossibles, Paris, Éditions du Masque, 2002
- The Problem of the Country Church (1991)
- The Problem of the Grange Hall (1991)
- The Problem of the Vanishing Salesman (1992)
- The Problem of the Leather Man (1992)
- The Problem of the Phantom Parlor (1993)
- The Problem of the Poisoned Pool (1993)
- The Problem of the Missing Roadhouse (1994)
- The Problem of the Country Mailbox (1994)
- The Problem of the Crowded Cemetery (1995)
- The Problem of the Enormous Owl (1996)
- The Problem of the Miraculous Jar (1996)
- The Problem of the Enchanted Terrace (1997)
- The Problem of the Unfound Door (1998)
- The Second Problem of the Covered Bridge (1998)
- The Problem of the Scarecrow Congress (1999)
- The Problem of Annabel’s Ark (2000)
- The Problem of the Potting Shed (2000)
- The Problem of the Yellow Wallpaper (2001)
- The Problem of the Haunted Hospital (2001)
- The Problem of the Traveler’s Tale (2002)
- The Problem of Bailey’s Buzzard (2002)
- The Problem of the Interrupted Séance (2003)
- The Problem of the Candidate’s Cabin (2004)
- The Problem of the Black Cloister (2004)
- The Problem of the Secret Passage (2005)
- The Problem of the Devil’s Orchard (2006)
- The Problem of the Shepherd’s Ring (2006)
- The Problem of Suicide Cottage (2007)
- The Problem of the Summer Snowman (2007)
- The Problem of the Secret Patient (2008)

#### SérieJeffrey Rand
- The Spy Who Did Nothing (1965) Publié en français sous le titre L'Espion inactif, Paris, Opta, Mystère magazine no 216, janvier 1966
- The Spy Who Had Faith in Double-C (1965) Publié en français sous le titre L'Espion qui croyait au double C, Paris, Opta, Mystère magazine no 227, décembre 1966
- The Spy Who Came to the Brink (1965) Publié en français sous le titre L'Homme qui n'en savait pas assez, Paris, Opta, Mystère magazine no 223, août 1966; réédition dans le recueil Histoires à ne pas fermer l'œil de la nuit, Paris, Pocket no 1817, 1980
- The Spy Who Took the Long Route (1966)
- The Spy Who Came to the End of the Road (1966) Publié en français sous le titre L'Espion au bout du chemin, Paris, Opta, Mystère magazine no 233, juin 1967
- The Spy Who Walked Through Walls (1966) Publié en français sous le titre L'Espion qui traversait les murs, Paris, Opta, Mystère magazine no 244, mai 1968
- The Spy Who Came Out of the Night (1967)
- The Spy Who Worked for Peace (1967) Publié en français sous le titre L'Espion qui travaillait pour la paix, Paris, Opta, Mystère magazine no 245, juin 1968
- The Spy Who Didn’t Exist (1967)
- The Spy Who Clutched a Playing Card (1968) Publié en français sous le titre L'Espion qui étreignait une carte à jouer, Paris, Opta, Mystère magazine no 247, septembre 1968
- The Spy Who Read Latin (1968) Publié en français sous le titre L'Espion qui lisait le latin, Paris, Opta, Mystère magazine no 252, février 1969
- The Spy Who Purchased a Lavender (1969) Publié en français sous le titre L'Espion qui acheta une lavande, Paris, Opta, Mystère magazine no 260, octobre 1969
- The Spy and the Shopping List Code (1969)
- The Spy and the Calendar Network (1969) Publié en français sous le titre L'Espion et le Réseau "Calendrier", Paris, Opta, Mystère magazine no 275, janvier 1971
- The Spy and the Bermuda Cypher (1970)
- The Spy Who Traveled with a Coffin (1970)
- The Spy and the Diplomat’s Daughter (1971)
- The Spy and the Nile Mermaid (1971) Publié en français sous le titre L'Espion et la Sirène du Nil, Paris, Opta, Mystère magazine no 290, mars 1972
- The Spy Who Knew Too Much (1971) Publié en français sous le titre L'Espion qui en savait trop, Paris, Opta, Mystère magazine no 288, janvier 1972
- The Spy Without a Country (1972)
- The Spy Who Didn’t Remember (1972)
- The Spy and the Reluctant Courier (1972)
- The Spy in the Pyramid (1972)
- The Spy Who Was Expected (1972) Publié en français sous le titre L'Espion qu'on attendait, Paris, Opta, Mystère magazine no 339, mai 1976
- The Spy with the Knockout Punch (1973) Publié en français sous le titre L'Espion au punch fatal, Paris, Opta, Mystère magazine no 325, mars 1975
- The Spy and the Intercepted Letters (1974)
- The Spy at the End of the Rainbow (1974)
- The Spy and the Talking House (1974)
- The Spy Who Took a Vacation (1975)
- The Spy and the Mysterious Card (1975)
- The Spy Who Collected Lapel Pins (1976)
- The Spy at the Crime Writers Congress (1976)
- The Spy Who Died Twice (1977)
- The Spy in the Toy Business (1978)
- The Spy and the Cats of Rome (1978)
- The Spy in the Labyrinth (1978)
- The Spy Who Had a List (1979)
- The Spy Who Was Alone (1979)
- The Spy Who Wasn’t Needed (1979)
- The Spy Who Came Back from the Dead (1980)
- The Spy and the Snowman (1980)
- The Spy and the Walrus Cipher (1981)
- The Spy Who Didn’t Defect (1981)
- The Spy Who Stayed Up All Night (1981)
- The Spy at the Film Festival (1982)
- The Spy and the Village Murder (1982)
- The Spy Who Sat in Judgment (1983)
- The Spy Who Stepped Back in Time (1983)
- The Spy Who Went to the Opera (1984)
- The Spy and the Suicide Club (1985), en collaboration avec Josh Pachter
- The Spy at the Top of the List (1984)
- The Spy on the Seaway (1985)
- The Spy Who Looked Back (1985)
- The Spy at the Spa (1985)
- The Spy Who Knew the Future (1986)
- The Spy’s Story (1986)
- The Spy and the Short-Order Cipher (1987)
- Spy for Sale (1987)
- The Spy and the Embassy Murders (1988)
- A Game for Spies (1988)
- The Spy and the Guy Fawkes Bombing (1988)
- The Underground Spy (1989)
- The Spy and the Geomancers (1989)
- The Spy Who Went to Camelot (1990)
- The Spy and the Healing Waters (1990) Publié en français sous le titre Le Mal à la source, dans le recueil Histoires de trouble émoi, Paris, LGF, coll. « Le Livre de poche » no 4369, 1992
- The Spy and the Christmas Cipher (1990)
- The Spy and the Gypsy (1991), le personnage de Michael Vlado fait une apparition dans cette nouvelle
- The Spy and the Psychics (1991)
- The Spy and the Greek Enigma (1992)
- The Spy with the Icicle Eye (1993)
- Spy at Sea (1993)
- Egyptian Days (1994)
- Waiting for Mrs. Ryder (1994)
- The Nine-O’Clock Gun (1995)
- Train to Luxor (1996)
- The Old Spies Club (1997)
- One Bag of Coconuts (1997)
- The Liverpool Kiss (1998)
- The Man from Nile K (1999)
- The War That Never Was (1999)
- Season of the Camel (2000)
- Tower to Nowhere (2002)
- The Spy and the Minotaur (2002)
- The Face of Ali Baba (2003)
- Paris Masque (2005)
- The Alexandrian Solution (2008)

#### SérieNick Velvet
- The Theft of the Clouded Tiger (1966) Publié en français sous le titre Le Kidnapping du tigre marbré, Paris, Opta, Mystère magazine no 231, avril 1967
- The Theft from the Onyx Pool (1967) Publié en français sous le titre Voler l'eau d'une piscine, Paris, Opta, Mystère magazine no 239, décembre 1967
- The Theft of the Toy Mouse (1968)
- The Theft of the Brazen Letters (1968) Publié en français sous le titre Le Vol des lettres de laiton, Paris, Opta, Mystère magazine no 254, mars 1969
- Dead Man’s Song (1969), aussi paru sous le titre The Theft of the Sacred Music
- The Theft of the Wicked Tickets (1969) Publié en français sous le titre Le Vol des billets corrompus, Paris, Opta, Mystère magazine no 267, mai 1970
- The Theft of the Meager Beavers (1969) Publié en français sous le titre Le Rapt des castors minables, Paris, Opta, Mystère magazine no 270, août 1970
- Theft of the Silver Lake Serpent (1970)
- The Theft of the Laughing Lions (1970) Publié en français sous le titre Le Vol des lions qui riaient, Paris, Opta, Mystère magazine no 272, octobre 1970
- The Theft of the Coco Loot (1970), aussi paru sous le titre The Theft of the Convict’s Calendar Publié en français sous le titre Le Vol du butin du "coco", Paris, Opta, Mystère magazine no 274, décembre 1970
- The Theft of the Blue Horse (1970) Publié en français sous le titre Le Vol du cheval bleu, Paris, Opta, Mystère magazine no 285, novembre 1971
- The Theft of the Dinosaur’s Tail (1971) Publié en français sous le titre Le Vol de la queue du dinosaure, Paris, Opta, Mystère magazine no 337, mars 1976
- The Theft of the Satin Jury (1971) Publié en français sous le titre L'Enlèvement du jury de l'affaire de satin, Paris, Opta, Mystère magazine no 287, janvier 1972 ; réédition dans le recueil Juges et Assassins, Paris, Fleuve noir, coll. « Super poche » no 15, 1993
- The Theft of the Leather Coffin (1971) Publié en français sous le titre Le Vol du cercueil de cuir, Paris, Opta, Mystère magazine no 289, mars 1972
- The Theft of the Seven Ravens (1972)
- The Theft of the Mafia Cat (1972) Publié en français sous le titre Le Chat de la mafia, Paris, Opta, Mystère magazine no 296, octobre 1972
- The Theft from the Empty Room (1972)
- The Theft of the Foggy Film (1972) Publié en français sous le titre Le Vol du film voilé, Paris, Opta, Mystère magazine no 322, décembre 1974
- The Theft of a Crystal Crown (1973)
- The Theft of the Circus Poster (1973)
- The Theft of the Cuckoo Clock (1973)
- The Theft of Nick Velvet (1974) Publié en français sous le titre Le Voleur volé, Paris, Opta, Mystère magazine no 323, janvier 1975
- The Theft of the General’s Trash (1974)
- The Theft of the Legal Eagle (1974)
- The Theft of the Bermuda Penny (1975) Publié en français sous le titre Le Vol du penny des Bermudes, Paris, Opta, Mystère magazine no 340, juin 1976
- The Theft of the Venetian Window (1975)
- The Theft of the Admiral’s Snow (1976)
- The Theft of the Wooden Egg (1976)
- The Theft of the Sherlockian Slipper (1977)
- The Theft of Nothing at All (1977)
- The Theft of the Child’s Drawing (1977)
- The Theft of the Family Portrait (1978)
- The Theft of the Turquoise Telephone (1978)
- The Theft of Yesterday’s Newspaper (1979)
- The Theft of the Firefighter’s Hat (1979)
- The Theft of Sahara’s Water (1979)
- The Theft of the Banker’s Ashtray (1980)
- The Theft of the Four of Spades (1980)
- The Theft of the Thanksgiving Turkey (1980)
- The Theft of the Lopsided Cobweb (1981)
- The Theft of the Red Balloon (1981)
- The Theft of the Picture Postcards (1981)
- The Theft of the Sliver of Soap (1982)
- The Theft of the Used Teabag (1982)
- The Theft of the White Queen’s Menu (1983)
- The Theft of the Unsold Manuscript (1983)
- The Theft of the Halloween Pumpkin (1983)
- The Theft of the Overdue Library Book (1984)
- The Theft of the Dead Houseplant (1984)
- The Theft of the Ball of Twine (1985)
- The Theft of the Cardboard Castle (1985)
- The Theft of the Author’s Eraser (1986)
- The Theft of McGregor’s Skunk (1986)
- The Theft of the Lost Slipper (1987)
- The Theft of the Matador’s Cape (1987)
- The Theft of the Birthday Cake (1988)
- The Theft of the Faded Flag (1988)
- The Theft of the Doctor’s Chopsticks (1989)
- The Theft of the Empty Birdcage (1989)
- The Theft of the Christmas Stocking (1989)
- The Theft of the Mannequin’s Wig (1990)
- The Theft of the Bingo Card (1990)
- The Theft of the Lucky Cigar (1991)
- The Theft of the Barking Dog (1992)
- The Theft of Santa’s Beard (1992)
- The Theft of the Bald Man’s Comb (1993)
- The Theft of the Canceled Stamp (1994)
- The Theft of Twenty-Nine Minutes (1994)
- The Theft of the Snake Charmer’s Basket (1995)
- The Theft of the Campaign Poster (1995)
- The Theft of the Rusty Bookmark (1995)
- The Theft of the Bogus Bandit (1996)
- The Theft of Columbus’s Head (1997)
- The Theft of Gloria’s Greatcoat (1998)
- The Theft of the Birthday Candles (1999)
- The Theft of the Parrot’s Feather (2000)
- The Theft of the Bathroom Scale (2001)
- The Theft of the Wedding Doves (2002)
- The Theft of the Blue-Ribbon Bass (2003)
- The Theft of the Double Elephant (2004)
- The Theft of the Empty Paint Can (2005)
- The Theft of the Rumpled Road Map (2005)
- The Theft of the Blue-Ribbon Pie (2006)
- The Theft of the Five-Pound Note (2007)
- The Theft of the Ostracized Ostrich (2007)

#### SérieFather David Noone
- Game of Skill (1963) Publié en français sous le titre Un joueur d'échecs, Paris, Fayard, Le Saint détective magazine no 110, avril 1964
- The Thing in Lover's Lane (1971)
- One More Circus (2002)
- The Hand of God (2003)
- Searching for Sammy Sand (2004)

#### SérieAl Darlan
- Verdict of One (1970) Publié en français sous le titre Pour Amanda, Paris, Opta, Alfred Hitchcock magazine no 118, mars 1971
- The Other Eye (1981), paru dans le recueil Crime Wave
- Saratoga Steal (2001)
- The Pulp Artist’s Wife (2006)
- The Girl Next-Door (2007)
- A Wandering-Daughter Job (2008)

#### SérieInterpol
- The Case of the Third Apostle (1973)
- The Case of the November Club (1973) Publié en français sous le titre Suicide sur commande, Paris, Opta, Mystère magazine no 309, novembre 1973
- The Case of the Modern Medusa (1973) Publié en français sous le titre Trafic d'or chez les dieux, Paris, Opta, Mystère magazine no 313, mars 1974
- The Case of the Musical Bullet (1974)
- The Case of the Lapidated Man (1974)
- The Case of the Broken Wings (1975)
- The Case of the Terrorists (1975)
- The Case of the Flying Graveyard (1976)
- The Case of the Devil’s Triangle (1977)
- The Case of the Battered Wives (1977)
- The Case of the Five Coffins (1978)
- The Case of the Straw Serpent (1980)
- The Case of the Chloroformed Clerics (1980)
- The Case of the Drowned Coroner (1984)

#### SérieUlysses S. Bird
- The Million-Dollar Jewel Caper (1973)
- The Gold Buddha Caper (1973)
- The Credit Card Caper (1974)
- The Electric Girl Caper (1976)

#### SériePaul Tower, the Lollipop Cop
- The Lollipop Cop (1974)
- The Kindergarten Witch (1975) Publié en français sous le titre La Sorcière du jardin d'enfants, Paris, Opta, Mystère magazine no 328, juin 1975
- The Enchanted Tooth (1975)

#### SérieLibby Knowles
- Five-Day Forecast (1983)
- The Invisible Intruder (1984)
- Wait Until Morning (1985)

#### SérieMichael Vlado
- Odds on a Gypsy (1985)
- Blood of a Gypsy (1986)
- The Gypsy Treasure (1986)
- Punishment for a Gypsy (1987)
- The Gypsy Wizard (1987)
- The Hostage Gypsies (1987)
- Murder of a Gypsy King (1988)
- Gypsy at Sea (1988)
- The Gypsy and the Pilgrims (1989)
- The Gypsy Bear (1989)
- The Crypt of the Gypsy Saint (1990)
- The Gypsy Delegate (1990)
- Funeral for a Gypsy (1991) Publié en français sous le titre La Fête funèbre, Paris, LGF, Alfred Hitchcock magazine, 2e série, no 33, novembre 1991
- Return of the Gypsy (1991)
- The Iron Angel (1992)
- The Hiding Place (1993)
- The Puzzle Garden (1994)
- The Gypsy’s Paw (1994)
- The Butcher of Seville (1995)
- The Clockwork Rat (1996)
- Emperor of the Gypsies (1997)
- The Starkworth Atrocity (1998)
- The Wall Too High (2000)
- A Deal in Horses (2001)
- The Vampire Theme (2002)
- A Rope to Hang the World (2004)
- The Nameless Poison (2006)
- Gypsy Gold (2007)

#### SérieSusan Holt
- A Traffic in Webs (1993)
- A Fondness for Steam (1994)
- A Parcel of Deerstalkers (1995)
- An Abundance of Airbags (1995)
- A Craving for Chinese (1995)
- A Parliament of Peacocks (1996)
- A Shipment of Snow (1996)
- The Shower of Daggers (1997)
- A Busload of Bats (1998)
- A Convergence of Clerics (2006)
- A Gateway to Heaven (2008)

#### SérieAlexander Swift
- The Hudson Chain (1995)
- King George’s Gold (1996)
- The Uninvited Guest (1996)
- Duel at Dawn (1998)
- The Broken Chain (1999)
- Vulture in the Mist (1999)
- The Sword of Colonel Ledyard (2000)
- St. John and the Dragon (2001)
- Constant Hearses (2002)
- The Orchard of Caged Birds (2003)
- Paul Revere’s Bell (2004)
- The Barber’s Toe (2005)
- Swift Among the Pirates (2007)

#### SérieJuliet Ives et Walt Stanton
- Courier and Ives (2002)
- Cuba Libro (2003)
- Pandora’s Socks (2003)
- Midsummer Night’s Scheme (2004)
- Hand Delivery (2004)
- Robe to Mandalay (2005)
- Pearl from Ipanema (2005)
- Romeo and Joliet (2006)
- A Bird in the Sand (2007)
- China Blues (2007)
- Turkish Delight (2008)
- Handel and Gretel (2008), en collaboration avec Jon L. Breen

#### SérieAnnie Sears
- The Cactus Killer (2005)
- First Blood (2007)
- Baja (2008)

#### Autres nouvelles
- The Burgled Apartment (1956)
- Getaway! (1956)
- Inspector Fleming's Last Case (1957)
- Execution on Clover Street (1957)
- Jealous Lover (1957)
- The Man Who Was Everywhere (1957) Publié en français sous le titre L'Ubiquiste, Paris, Opta, Suspense no 22, janvier 1958 ; réédition dans une nouvelle traduction sous le titre L'Homme qui était partout, dans le recueil Histoires à faire peur, Paris, LGF, coll. « Le Livre de poche » no 2203, 1967 ; réédition du recueil, Paris, Pocket no 2369, 1987
- The Naked Corpse (1957)
- The Graveyard on the Hill (1957)
- The Last Darkness (1957)
- Darkness for Dawn Stevens (1958)
- Fatal Decision (1958)
- Traynor's Cipher (1958) Publié en français sous le titre Drôle de tableau, Paris, Fayard, Le Saint détective magazine no 55, septembre 1959
- The Last Paradox (1958)
- Journey to Death (1959)
- The Last Unicorns (1959)
- Who Rides with Santa Anna? (1959)
- The Long Count (1960)
- The Passionate Phantom! (1960)
- Sisters of Slaughter! (1960)
- A Blade for the Chicken! (1960)
- Murder Is Eternal (1960)
- The Man Who Knew Everything (1960)
- Drive My Hearse, Darling! (1960)
- Don't Laugh at Murder! (1961)
- The Night People (1961)
- Lust Loves the Dark! (1961)
- Hell's Handmaiden! (1961)
- To Serve the Death (1961)
- Twilight Thunder (1962) Publié en français sous le titre Tonnerre au crépuscule, Paris, Opta, Anthologie du suspense no 4, juillet 1966
- Dial 120 for Survival (1962) Publié en français sous le titre Les Survivants, Paris, Opta, Alfred Hitchcock magazine no 19, novembre 1962 ; réédition dans le recueil Histoires macabres, Paris, LGF, coll. « Le Livre de poche » no 3003, 1969 ; réédition du recueil, Paris, Hachette-Jeunesse coll. « Vertige » no 1308, 1998
- Setup for Murder (1962)
- Layout for Murder (1962)
- A Corpse Can Love (1962)
- Madman's Hotel (1962)
- The Wolfram Hunters (1963) Publié en français sous le titre Les Chasseurs de Wolfram, Paris, Fayard, Le Saint détective magazine no 98, avril 1963
- The Picnic People (1963) Publié en français sous le titre Que faisaient les nuages ?, Paris, Opta, Alfred Hitchcock magazine no 87, juillet 1968
- Children of Judas (1963) Publié en français sous le titre Les Enfants de Judas, Paris, Fayard, Le Saint détective magazine no 103, septembre 1963
- The Maze and the Monster (1963)
- I'd Know You Anywhere (1963) Publié en français sous le titre L'Homme de guerre, Paris, Opta, Mystère magazine no 211, août 1965 ; réédition dans le recueil Histoires à lire toutes lumières allumées, Paris, Pocket no 1816, 1980
- The Faceless Thing (1963)
- Shattered Rainbow (1964) Publié en français sous le titre L'Arc-en-ciel brisé, Paris, Opta, Anthologie du suspense no 2, 1964 ; réédition dans le recueil Histoires à vous couper le souffle, Paris, Pocket no 2368, 1987
- The Perfect Time for the Perfect Crime (1964) Publié en français sous le titre Heure H pour crime parfait, Paris, Opta, Mystère magazine no 207, mars 1965 ; réédition dans le recueil 30 recettes pour crimes parfaits, Nantes, L'Atalante, coll. « Bibliothèque de l'évasion », 1998
- Where There's Smoke (1964)
- The Patient Waiter (1964) Publié en français sous le titre S'il vous plaît, garçon !, Paris, Opta, Alfred Hitchcock magazine no 90, novembre 1968
- Walk with a Wizard (1964) Publié en français sous le titre La Mort d'un héros, Paris, Opta, Alfred Hitchcock magazine no 149, octobre 1973
- The Crime of Avery Mann (1964) Publié en français sous le titre Le Crime d'Avery Mann, Paris, Opta, Mystère magazine no 210, juillet 1965
- Too Long at the Fair (1964) Publié en français sous le titre Les Compagnons de Noë, Paris, Opta, Alfred Hitchcock magazine no 71, mars 1967
- Secret Ballot (1964) Publié en français sous le titre Votez oui, votez non..., Paris, Opta, Alfred Hitchcock magazine no 80, décembre 1967
- Winter Run (1965) Publié en français sous le titre Cours !, Paris, Opta, Alfred Hitchcock magazine no 68, décembre 1966 ; réédition dans le recueil Histoires à claquer des dents, Paris, Pocket no 1822, 1982
- The Long Way Down (1965) Publié en français sous le titre Une chute qui n'en finit pas, dans le recueil 20 mystères de chambres closes, Paris, Terrain Vague/Losfeld, coll. « Bibliothèque de l'insolite », 1988
- Dreaming Is a Lonely Thing (1965) Publié en français sous le titre Une femme de rêve, Paris, Opta, Alfred Hitchcock magazine no 58, février 1966 ; réédition dans une nouvelle traduction sous le titre On est seul pour rêver, dans le recueil Histoires ciblées, Paris, Pocket no 2823, 1988
- In Some Secret Place (1965) Publié en français sous le titre Souvenir d'enfance, Paris, Fayard, Le Saint détective magazine no 129, novembre 1965 ; réédition dans le recueil Enfants rouges, Paris, Julliard, 1990
- The Odor of Melting (1966) Publié en français sous le titre Une odeur de brûlé, Paris, Opta, Mystère magazine no 220, mai 1966 ; réédition dans le recueil Histoires à lire toutes portes closes, Paris, Pocket no 1815, 1980
- They Never Come Back (1966) Publié en français sous le titre Les morts ne sortent pas de leur tombe, Paris, Opta, Alfred Hitchcock magazine no 65, septembre 1966
- The Rusty Rose (1966) Publié en français sous le titre La Rose mouillée, Paris, Opta, Alfred Hitchcock magazine no 64, août 1966
- Fall of Zoo (1967) Publié en français sous le titre La Chute du zoo, Paris, Fayard, Le Saint détective magazine no 152, octobre 1967
- A Gift of Myrrh (1967) Publié en français sous le titre Le Présent des Rois mages, Paris, Opta, Alfred Hitchcock magazine no 78, octobre 1967
- After the Verdict (1967) Publié en français sous le titre Après le verdict, Paris, Opta, Anthologie du suspense no 5, 1967 ; réédition dans le recueil Histoires déroutantes, Paris, LGF, coll. « Le Livre de poche » no 6849, 1990
- Stop at Nothing (1967) Publié en français sous le titre Ne t'arrête pas, Paris, Opta, Alfred Hitchcock magazine no 79, novembre 1963
- The Girl with the Dragon Kite (1967)  Publié en français sous le titre La Fille au cerf-volant, Paris, Opta, Alfred Hitchcock magazine no 106, mars 1970 ; réédition de la même traduction sous le titre L'assassin retourne toujours, dans le recueil Histoires en rouge et noir, Paris, Pocket no 2825, 1989
- It Could Get Warmer (1967) Publié en français sous le titre Jusqu'au soir, Paris, Opta, Alfred Hitchcock magazine no 85, mai 1968
- Warrior's Farewell (1967) Publié en français sous le titre Le Guerrier de justice, Paris, Opta, Alfred Hitchcock magazine no 81, janvier 1968
- The Eye of the Pigeon (1967) Publié en français sous le titre Un seul œil pour voir la mort, dans le recueil Histoires à suspense, Paris, Pocket no 2118, 1984
- Another War (1967) Publié en français sous le titre La Petite Guerre, Paris, Opta, Alfred Hitchcock magazine no 86, juin 1968
- After the Fact (1968) Publié en français sous le titre Après coup, Paris, Opta, Alfred Hitchcock magazine no 92, janvier 1969
- The Impossible "Impossible Crime" (1968) Publié en français sous le titre L'Impossible "Crime impossible", Paris, Opta, Mystère magazine no 258, août 1969 ; réédition dans le recueil Les Meilleures Histoires de chambres closes, Paris, Minerve, coll. « Détour », 1985
- Cold Cognizance (1968) Publié en français sous le titre En connaissance de cause, Paris, Opta, Anthologie du suspense no 6, 1968
- Something for the Dark (1968) Publié en français sous le titre Quelque chose de ténébreux, dans le recueil Histoires épouvantables, Paris, Pocket no 1724, 1979
- Hawk in the Valley (1968) Publié en français sous le titre Le Faucon dans la vallée, Paris, Opta, Alfred Hitchcock magazine no 93, février 1969
- A Certain Power (1968) Publié en français sous le titre L'Heure de puissance, Paris, Opta, Alfred Hitchcock magazine no 98, juillet 1969 ; réédition dans le recueil Histoires fascinantes, Paris, Pocket no 2366, 1986
- No Good at Riddles (1968) Publié en français sous le titre Bonne soirée pour le capitaine, Paris, Opta, Alfred Hitchcock magazine no 101, octobre 1969 ; réédition dans le recueil Histoires avec pleurs et couronnes, Paris, LGF, coll. « Le Livre de poche » no 6943, 1991
- The Ring with the Velvet Ropes (1968) Publié en français sous le titre Le Ring aux cordes de velours, dans le recueil Histoires drôlement inquiétantes, Paris, Pocket no 2113, 1983
- Howdunit: Every Fifth Man (1969) Publié en français sous le titre Comment ? Chaque cinquième homme, Paris, Opta, Mystère magazine no 256, juin 1969
- The Magic Bullet (1969) Publié en français sous le titre La Balle magique, dans le recueil 25 histoires de chambres closes, Nantes, L'Atalante coll. « Insomniaques et Ferroviaires », 1997
- Whodunit: Murder Offstage (1969) Publié en français sous le titre Qui ? Meurtre hors théâtre, Paris, Opta, Mystère magazine no 256, juin 1969
- Whydunit: The Nile Cat (1969) Publié en français sous le titre Pourquoi ? Le Chat du Nil, Paris, Opta, Mystère magazine no 256, juin 1969
- Poor Sport (1969) Publié en français sous le titre Hors-jeu, Paris, Opta, Alfred Hitchcock magazine no 100, septembre 1969
- Homecoming (1969)
- Emergency (1969) Publié en français sous le titre Urgence, Paris, Opta, Anthologie du suspense no 7, 1969 ; réédition dans le recueil Histoires à se faire un sang d'encre, Paris, LGF, coll. « Le Livre de poche » no 13852, 1995
- The Tomb of the Top of the Tree (1969)
- The Dictator's Double (1969)
- Arbiter of Uncertainties (1969) Publié en français sous le titre L'Arbitre des inélégances, dans le recueil Histoires qui font tilt, Paris, Pocket no 2361, 1985
- Picnic at Midnight (1969)
- The Secret Savant (1969) Publié en français sous le titre Chromosome X Y Y, Paris, Opta, Alfred Hitchcock magazine no 116, janvier 1971
- Computer Cops (1969), paru dans le recueil Crime Prevention in the 30th Century
- The Seventh Assassin (1970) Publié en français sous le titre Le Septième Assassin, Paris, Opta, Mystère magazine no 278, avril 1971
- The Seventieth Number (1970) Publié en français sous le titre Un numéro à sept chiffres, Paris, Opta, Mystère magazine no 273, novembre 1970
- The Uttering Man (1970)
- Flapdragon (1970) Publié en français sous le titre Flapdragon, Paris, Opta, Alfred Hitchcock magazine no 112, septembre 1970
- A Place to See in the Dark (1970)
- Zone (1970)
- The Afternoon Ear (1970)
- Bag of Tricks (1970)
- Twist of the Knife (1970)
- Die-Hard (1971)
- A Little More Rope (1971) Publié en français sous le titre Un peu plus de corde pour se pendre, Opta, Alfred Hitchcock magazine no 126, novembre 1971
- The Poison Man (1971)
- Blow-Up! (1971)
- Siege Perilous (1971)
- The Way Out (1971) Publié en français sous le titre Ascenseur pour le rêve, Paris, Opta, Mystère magazine no 299, janvier 1973
- Climax Alley (1971) Publié en français sous le titre Culs-de-sac, Paris, Opta, Mystère magazine no 124, septembre 1971
- Escape from Fear (1971)
- The Sugar Man (1971)
- Death on the Pavement (1971) Publié en français sous le titre Mort sur le trottoir, Paris, Opta, Alfred Hitchcock magazine no 128, janvier 1972
- Blood Money (1971)
- The League of Arthur (1971)
- Lady with a Cat (1971)
- The Sound of Screaming (1971)
- Rubber Bullets (1971) Publié en français sous le titre Des balles en caoutchouc, Paris, Opta, Alfred Hitchcock magazine no 136, septembre 1972
- The Zap Effect (1971)
- The Man at the Top (1972)
- A Country Like the Sun (1972)
- Burial Monuments Three (1972)
- The Soft Asylum (1972) Publié en français sous le titre Un nid douillet, Paris, Opta, Alfred Hitchcock magazine no 150, novembre 1973
- Suicide (1972)
- The Holy Witch (1972)
- Day of the Vampire (1972) Publié en français sous le titre Le Jour du vampire, Paris, Opta, Alfred Hitchcock magazine no 144, mai 1973
- Two Days in Organville (1973) Publié en français sous le titre L'Orgueil d'Orgueville, dans le recueil Histoires noires pour nuits blanches, Paris, Pocket no 2363, 1986
- The Man Who Came Back (1973) Publié en français sous le titre Le Revenant, dans le recueil Histoires à vous mettre K.O., Paris, Pocket no 2364, 1986
- Home Movies (1973)
- The Plastic Man (1973)
- The Day We Killed the Madman (1973)
- Snowsuit (1973) Publié en français sous le titre Anorak, Paris, Opta, Alfred Hitchcock magazine no 153, février 1974
- The Infernal Machine (1974)
- The Witch of Westwood (1974) Publié en français sous le titre La Sorcière de Westwood, Paris, Opta, Alfred Hitchcock magazine no 164, janvier 1975
- Dinner with the Boss (1974)
- The Choker (1974) Publié en français sous le titre Le Collier du chien, dans le recueil Histoires à donner le frisson, Paris, Pocket no 2111, 1982
- The Serpent in the Sky (1974)
- Story for an October Issue (1974)
- The Neptune Fund (1975)
- Body Guard (1975)
- One Eden Too Many (1975)
- Twine (1975)
- The Death of Lame Jack Lincoln (1975)
- The Basilisk Hunt (1976)
- The Diamond Frog (1976)
- The Bank Job (1976)
- The Centennial Assassin (1976)
- Plastique (1976)
- The Quest for Jason Stannis (1976)
- The Scorpion Girl (1976)
- The Melting Man (1976)
- Day of Judgment (1976)
- End of the Line (1976)
- Anniversary Gift (1977) Publié en français sous le titre Cadeau d'anniversaire, Paris, LGF, Alfred Hitchcock magazine, 2e série, no 4, décembre 1988 ; réédition dans le recueil Horace et les Voraces, Paris, Librairie des Champs-Élysées, coll. « Club des masques » no 1002, 1992
- A Touch of Red (1977)
- Bread Upon the Waters (1977) Publié en français sous le titre Du pain sur les eaux, Paris, LGF, Alfred Hitchcock magazine, 2e série, no 9, mai 1989
- Money on the Skull (1977)
- The Wooden Dove (1977)
- A Simple Little Thing (1977) Publié en français sous le titre Une petite chose toute simple, Paris, LGF, Alfred Hitchcock magazine, 2e série, no 7, mars 1989 ; réédition dans le recueil Une double ruse, Paris, Librairie des Champs-Élysées, coll. « Club des masques » no 1000, 1992
- Second Chance (1977)
- All Knives Are Sharp (1977) Publié en français sous le titre À tous prix, Paris, LGF, Alfred Hitchcock magazine, 2e série, no 18, juin 1990 ; réédition dans le recueil L'Homme qui tua Jesse James, Paris, Librairie des Champs-Élysées, coll. « Club des masques » no 1010, 1992
- The Lady or the Lion? (1977) Publié en français sous le titre Le Lion... ou la Belle ?, Paris, LGF, Alfred Hitchcock magazine, 2e série, no 5, janvier 1989 ; réédition dans le recueil Le Lion... ou la Belle ?, Paris, Librairie des Champs-Élysées, coll. « Club des masques » no 1003, 1992
- Home Is the Hunter (1978)
- The Pact of the Five (1978)
- A Man Could Get Killed (1978)
- Memory on the Dark (1978)
- After Class (1978)
- The Obsession of Officer O'Rourke (1978) Publié en français sous le titre L'Obsession de l'agent O'Rourke, dans le recueil Histoires d'épreuves et de corrections, Paris, LGF, coll. « Le Livre de poche » no 13561, 1994
- Three Weeks in a Spanish Town (1978)
- In a Foreign City (1979)
- The Gun (1979)
- Three Hot Days (1979)
- Tough Cop's Girl (1979)
- The Rattlesnake Man (1979) Publié en français sous le titre L'Homme aux serpents, Paris, LGF, Alfred Hitchcock magazine, 2e série, no 16, mars 1990 ; réédition dans le recueil L'Homme aux serpents, Paris, Librairie des Champs-Élysées, coll. « Club des masques » no 1007, 1992
- The Golden Lady (1979)
- The Paris Stangler (1979)
- Where Is Danny Strom? (1979)
- Stairway to Nowhere (1979), en collaboration avec Joseph Commings
- Code of Honor (1979)
- Just Like the Old Days (1980)
- High Bid (1980)
- Vulcan's Widow (1980)
- The Nine Eels of Madame Wu (1980)
- Midsummer Night's Scream (1980)
- The Ides of April (1980)
- The Traveling Man (1980)
- A Passing Stanger (1980)
- Just One More (1980)
- Cop Killer (1980)
- Fiction (1980) Publié en français sous le titre Un vrai roman, dans le recueil Histoires à torts et à travers, Paris, LGF, coll. « Le Livre de poche » no 13985, 1996
- The Daltonic Fireman (1980)
- When the War Is Over (1981)
- The Vorpal Blade (1981)
- The Woman Without a Past (1981)
- Rubbish (1981)
- Lady of the Impossible (1981)
- Seven Bilion Day (1981)
- The Killer and the Clown (1981)
- Damsel with a Derringer (1981)
- The Bad Samaritan (1981) Publié en français sous le titre Le Mauvais Samaritain, dans le recueil Mystères 88. Les Dernières Nouvelles du crime, Paris, LGF, coll. « Le Livre de poche » no 6502, 1988
- The Man with Five Faces (1982)
- Murder at Tomorrow City (1982)
- Sunken Car (1982)
- The Flying Fiend (1982)
- One Moment of Madness (1982)
- Terrorist (1982)
- The Case of the Barking Beagle (1982)
- The Cat and the Fiddle Murders (1983)
- The Street with No Houses (1983)
- The Doom Balloons (1983)
- Line of Succession (1983)
- Deceptions (1983) Publié en français sous le titre Des illusions, dans le recueil Histoires de derniers heurts, Paris, LGF, coll. « Le Livre de poche » no 13587, 1994
- Murder at the Bouchercon (1983)
- Lottery (1984)
- Prison Bus (1984)
- Who Kiled Lenore? (1984)
- Ark in the Desert (1984)
- The Hatchtree Assignment (1984)
- Last Year's Murder (1984)
- Cover Story (1985)
- Smothered Mate (1985)
- The Prisoner of Zerfall (1985)
- Day of Dead (1986)
- The Sleeper Assigment (1986)
- The Film Festival Assigment (1986)
- The Way Up to Hades (1988)
- Essence d'Orient (1988), paru dans le recueil Raymond Chandler's Philip Marlowe: A Centennial Celebration qui rend hommage au personnage de Philip Marlowe Publié en français sous le titre Essence d'Orient, dans le recueil Le Retour de Philip Marlowe, Paris, Presses de la Cité, 1990
- The Touch of Kolyada (1989), dans le recueil Mistletoe Mysteries Publié en français sous le titre L'Ombre de Kolyada, dans le recueil Noëls noirs, Paris, Éditions du Masque, 2000
- The Detective's Wife (1990) Publié en français sous le titre Flic de province, Paris, Polar/Rivages no 11, mars 1994
- A Winter's Game (1991)
- The Eight French Dancers (1992)
- The Saratoga Cat (1992), paru dans le recueil Cat Crimes II Publié en français sous le titre Le Chat de Saratoga Springs, dans le recueil La Griffe du chat, Paris, Losfeld, 1994 ; réédition du recueil, Paris, Payot & Rivages, coll. « Rivages/Mystère » no 28, 1997
- The Serpent and the Mongoose (1993)
- Now You See It (1993)
- Four Meetings (1994)
- The Sixth Man (1994) Publié en français sous le titre Le Sixième Homme (traduction de Maurice B. Endrèbe), dans le recueil Alfred Hitchcock présente Histoires avec la mort en crime, Paris, LGF, coll. « Le Livre de poche » no 13956, 1996
- The Magician's Palace (1994), paru dans le recueil Feline and Famous: Cat Crimes Goes Hollywood Publié en français sous le titre Le Château du magicien, dans le recueil Petits meurtres entre chats à Hollywood, Paris, Losfeld, 1999
- The Killdeer Chronicles (1995)
- The Adventure of the Dying Ship (1995), cette nouvelle met en scène Sherlock Holmes dans le recueil The Confidential Casebook of Sherlock Holmes
- The Man Who Collected Ravens (1997), paru dans le recueil Whydunit
- The Queen's Magician (1998), paru dans le recueil Past Crimes: Perfect Criminal III
- Wheel in the Sky (1998), paru dans le recueil Past Poisons
- The Adventure of the Cipher Sand (1999), cette nouvelle met en scène Sherlock Holmes
- The Laddies Vanished (1999), paru dans le recueil Missing Persons
- The Fading Woman (2000)
- Circus in the Sky (2000), paru dans le recueil Scenes of Crime
- The Haggard Society (2000), parue dans le recueil World's Finest Mystery and Crime Stories, Second Annual Collection Publié en français sous le titre Les Amis de Haggard, dans le recueil La nuit s'éveille, Paris, Albin Michel, coll. « Spécial Suspense », 2000 ; réédition du recueil, Paris, LGF, coll. « Le Livre de poche » no 17237, 2002
- Caspian's Game (2001)
- A Visit of Saint Nicholas (2001)
- Tigers at Twilight (2003)
- Nick Looks Out for Gloria (2003)
- The Secret Sword (2004)
- Bar Sinister (2004)
- The Boxing Day Killer (2006)
- The Trident Murder (2006)
- An Irregular Christmas (2006)
- The Rock (2006), paru dans le recueil I.D.: Crimes of Identity
- The Coffin Bell (2007)
- A Scandal in Montreal (2008), cette nouvelle met en scène Sherlock Holmes au Canada
- Messenger from Hades (2008)

#### Nouvelles signées Stephen Dentinger

##### SérieCapitaine Leopold
- Circus (1961) Publié en français sous le titre Le Cirque, Paris, Fayard, Le Saint détective magazine no 85, mars 1962
- The Demon at Noon (1962) Publié en français sous le titre Le Démon du midi, Paris, Fayard, Le Saint détective magazine no 86, avril 1962
- Reunion (1964) Publié en français sous le titre Le Pique-nique, Paris, Fayard, Le Saint détective magazine no 112, juin 1964
- The Freech Case (1964)
- The People of the Peacock (1965) Publié en français sous le titre L'Oasis bombardée, Paris, Fayard, Le Saint détective magazine no 125, juillet 1965
- A Question of Punishment (1965) Publié en français sous le titre Trois nickels canadiens, Paris, Fayard, Le Saint détective magazine no 130, décembre 1965

##### Autres nouvelles signées Stephen Dentinger
- Dark Campus (1956)
- The Late Sports (1956)
- The Last Night of Her Life (1957)
- The Night My Friend (1962) Publié en français sous le titre La Nuit mon amie, Paris, Fayard, Le Saint détective magazine no 93, novembre 1962
- The Tattooed Priest (1962) Publié en français sous le titre Le Tatouage, Paris, Fayard, Le Saint détective magazine no 106, décembre 1963
- Festival in Black (1962) Publié en français sous le titre Espion malgré lui, Paris, Fayard, Le Saint détective magazine no 97, mars 1963
- A Place for Bleeding (1963)
- The Secret Game (1963) Publié en français sous le titre Le Tripot clandestin, Paris, Fayard, Le Saint détective magazine no 107, janvier 1964
- A Stanger Came to Reap (1964)
- The Way of Justice (1965), rééditée ultérieurement sous la signature Edward D. Hoch Publié en français sous la signature Edward D. Hoch sous le titre La Justice des hommes, Paris, Opta, Alfred Hitchcock magazine no 59, mars 1966 ; réédition dans le recueil Histoires de mort et d'humour, LGF, coll. « Le Livre de poche » no 3007, 1988
- It Happens, Sometimes (1965), rééditée ultérieurement sous la signature Edward D. Hoch Publié en français sous le titre Des choses arrivent parfois, Paris, Fayard, Le Saint détective magazine no 133, mars 1966
- Ring the Bell Softly (1966) Publié en français sous le titre Sonnez la cloche doucement, Paris, Fayard, Le Saint détective magazine no 138, août 1966
- Recruitment (1966) Publié en français sous le titre L'Agent recruteur, Paris, Fayard, Le Saint détective magazine no 154, décembre 1967
- What's It All About? (1967), rééditée ultérieurement sous la signature Edward D. Hoch Publié en français sous le titre De quoi s'agit-il, Paris, Fayard, Le Saint détective magazine no 148, juin 1967
- First Offense (1968)
- Fifty Bucks by Monday (1971)
- The Judas Kiss (1976)

#### Nouvelles signées R.L. Stevens
- The Physician and the Opium Fiend (1971)
- Thirteen (1971)
- Just Something That Happened (1972)
- Lot 721/XY258 (1972)
- The Forbidden Word (1972)
- The Legacy (1972)
- The Most Dangerous Man (1973), cette nouvelle met en scène Sherlock Holmes
- The Lot’s Wife Caper (1973)
- King’s Knight Gambit Declined (1973)
- Nothing to Chance (1974)
- The Great American Novel (1975)
- A Deal in Diamonds (1975)
- The Three Travellers (1976) Publié en français sous la signature Edward D. Hoch et sous le titre Les Trois Voyageurs, dans le recueil Y aura-t-il un crime à Noël ?, Paris, Éditions du Masque, 2002
- Here Be Dragons (1976)
- Five Rings in Reno (1976)
- The Price of Wisdom (1977)
- EQMM Number 400 (1977)
- The Crime of the Century (1977), rééditée ultérieurement sous la signature Edward D. Hoch
- Innocent Victim (1978)
- The Missing Money (1978)
- Deduction, 1996 (1980)
- Just Passing Through (1982)

#### Nouvelles signées Irwin Booth
- The Chippy (1956)
- Killer Cop (1957)

#### Nouvelles signées Pat McMahon
- The Suitcase (1962) Publié en français sous le titre La Valise, Paris, Fayard, Le Saint détective magazine no 87, mai 1962
- Day for a Picnic (1963) Publié en français sous le titre Le Pique-nique, Paris, Fayard, Le Saint détective magazine no 100, juin 1963 ; réédition sous la signature Edward D. Hoch dans le recueil Potions rouges, Paris, Julliard, coll. « La Bibliothèque criminelle », 1990
- Uncle Max (1965) Publié en français sous le titre Oncle Max, Paris, Fayard, Le Saint détective magazine no 125, juillet 1965
- The Authentic Death of Cotton Clark (1966) Publié en français sous le titre La Mort de Cotton Clark, Paris, Fayard, Le Saint détective magazine no 140, octobre 1966

#### Nouvelles signées Mr. X
- The Pawn (1971)
- The Will-o'-the-Wisp Mystery (1971), longue nouvelle publiée en feuilleton
- The Rook (1971)
- The Knight (1971)
- The Bishop (1971)
- The Queen (1971)
- The King (1971)

#### Nouvelle signée Anthony Circus
- Assignment: Enigma (1980)

#### Nouvelle signée Ellery Queen
- The Wrighsville Carnival (2005)

### Autres publications signées R. E. Porter
- Ellery Queen's Mystery Newletter (1980-1984), en collaboration avec Chris Steinbrunner

## Source
Claude Mesplède (dir.) (préf. Daniel Pennac et François Guérif), Dictionnaire des littératures policières, vol. 1, Nantes, Joseph K, coll. « TEMPS NOIR », 22 novembre 2007, 1054 p. (ISBN 978-2-910-68644-4), p. 978-980.